# 鳳山丘陵
鳳山為臺灣高雄市一座丘陵，標高141公尺，位於小港區、林園區、大寮區、鳳山區接壤地帶，取自山形似如飛鳳展翅。
古鳳山縣境中有一座山名叫「鳳山」，縣治取名於此。此山外形如同飛鳳展翅，故有此稱呼。鳳山丘陵呈東北朝西南走向，隔高屏溪（舊稱下淡水溪）與屏東相望，其西南有一崙形山丘圓潤似鼻，附於鳳山，曰「鳳鼻山」（今名鳳鼻頭），其東北有山，錯落如卵，曰「鳳彈山」（俗稱鳳卵，或筆案山），此一丘陵地帶，地形險阨，為明末、清初兵家必爭之地。
據《鳳山采訪冊》記載：「鳳山，首昂如冠，最為圓秀，旁列二小峰【即鳳冠也】，形若飛展翅，山南為馬鞍山【即鳳頸也】，北為朝天嶺【即鳳臀也】；鳳山內有鳳山洞【即鳳肚也】，其洞適當山腰，中有泉，下注鳳山池【即鳳腎也，今鳳山水庫】；又北為大坪頂山【即鳳脊也】、鳳彈山【即鳳卵也】，下考潭、蛟龍坑、龜仔潭、尚書林、山仔頂、拔仔林、總舍陂諸山【皆鳳尾也】。」
鳳山上有鳳山洞、向天池、金面盆、清水巖、石翁媼、石鴝鵒、石牛椆、石鐘、石鼓、石船、石棋盤、仙人洞、獅子喉等勝蹟，共十三景。

## 資料來源
- 盧德嘉彙篡（清光緒20年，1894年），鳳山縣采訪冊，台灣歷史文獻叢刊，台灣銀行，臺北
- 鳳山丘陵前緣構造 台灣地震模型 （页面存档备份，存于）
- 地形區介紹 臺灣師範大學 （页面存档备份，存于）